# Оборот (единица измерения)

Один оборот равен 360 градусам

Оборот (цикл, круг, полный угол) — единица измерения угла, либо фазы колебаний.
При измерении угла обычно используется название «оборот», а при измерении фазы — «цикл».
Один оборот равен минимальному углу поворота, при котором положение (несимметричной) системы совпадает с первоначальным. Один цикл равен фазе, соответствующей времени в один период.
Широко применяется в физике и в технике. В систему СИ не входит (вместо оборота используется радиан).
Связь между единицами:
1 оборот (цикл) = {\displaystyle 2\pi } радиан = 360° = 400 градов
В разговорной речи под «оборотами» нередко понимают количество оборотов в секунду (или в минуту), в которых измеряется величина угловой скорости — частота вращения (угловая частота). В выражении «вполоборота» обычно понимается угол, намного меньший, чем половина оборота.

## Числоτ(тау)
В 2001 математик Роберт Палэй (Robert Palais) предложил использовать число радиан в полном обороте (то есть {\displaystyle 2\pi }) в качестве фундаментальной константы окружности вместо числа {\displaystyle \pi }, аргументируя это тем, что использование в качестве основной константы числа радиан в полном обороте является более естественным и интуитивным, чем использование числа {\displaystyle \pi } (которое является числом радиан в половине оборота). В 2010 году Майкл Хартл (Michael Hartl) предложил использовать для этой константы символ {\displaystyle \tau =2\pi } (от англ. turn, «оборот», которое родственно греч. τόρνος, «токарный станок»). При таком определении поворот, например, на {\displaystyle {\frac {3}{4}}} оборота будет записываться как {\displaystyle {\frac {3}{4}}\tau } радиан, а не {\displaystyle {\frac {3}{2}}\pi } радиан, как сейчас.
Однако это предложение не нашло поддержки среди математиков.